# أدونيس شريتاني
أدونيس شريتاني (الاسم العلمي: Adonis ceretana) نوع نباتي ينتمي إلى جنس الأدونيس أو عين الجمل من الفصيلة الحوذانية.